# أرشيف عصبة الأمم

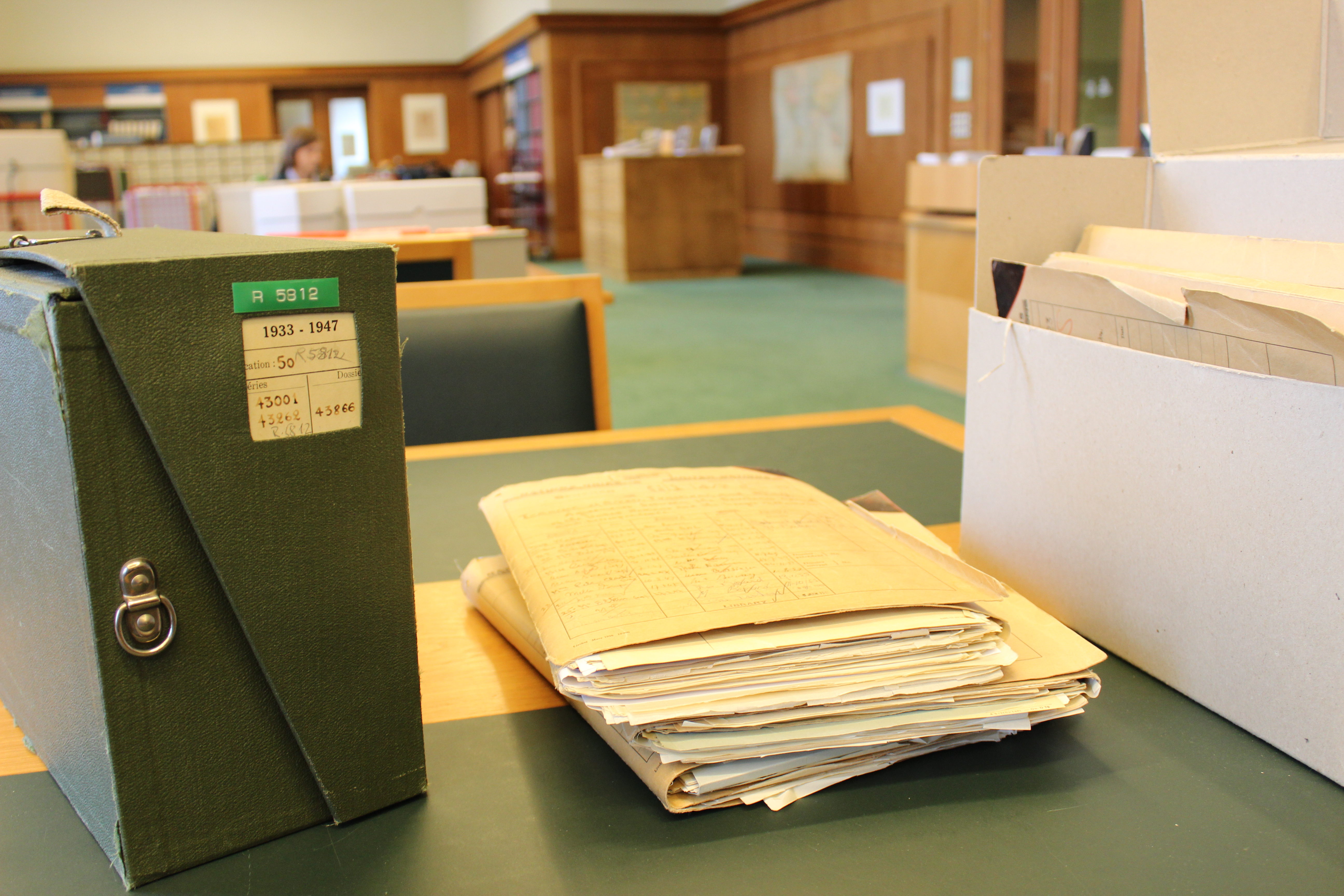
من أرشيفات عصبة الأمم في قاعة قراءة عصبة الأمم وأرشيف الأمم المتحدة في جنيف.

أرشيف عصبة الأمم هي مجموعة من السجلات التاريخية والوثائق الرسمية لعصبة الأمم. المجموعة موجودة في مكتب الأمم المتحدة في جنيف، حيث يديرها قسم الذاكرة المؤسسية في مكتبة وأرشيف الأمم المتحدة في جنيف.  يتكون الأرشيف من حوالي 15 مليون صفحة.  تم الاعتراف بالأهمية التاريخية لأرشيف عصبة الأمم من قبل اليونسكو، مع إدراجه في سجل ذاكرة العالم في عام 2009. 

## التاريخ والنطاق

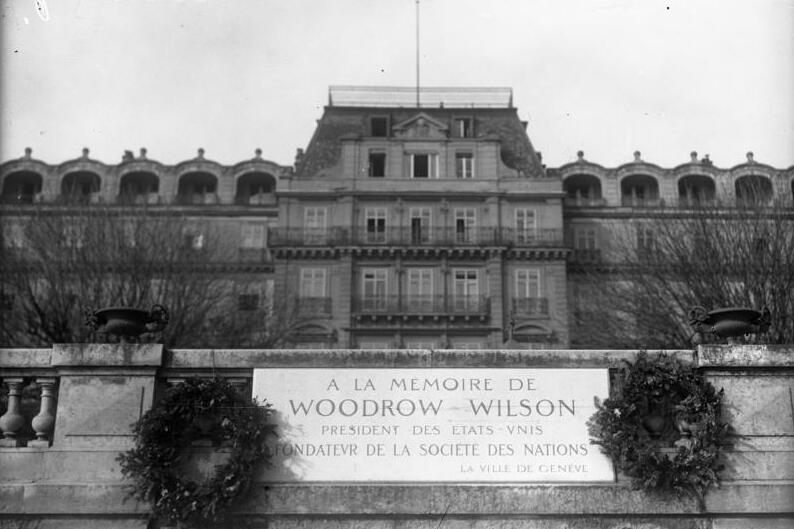
كان مكتب التسجيل مسؤولاً عن تسجيل وتجهيز المحفوظات في مقر عصبة الأمم. في الصورة قصر ويلسون، الذي كان بمثابة المقر الرئيسي من 1920-1936.

طوال فترة وجودها (10 يناير 1920 - 18 أبريل 1946)، أنشأت عصبة الأمم السجلات وخزنتها؛ ومع ذلك، فإن أرشيفها يتداخل مع تأسيسها وحلها، ويعود تاريخ الأرشيف إلى مفاوضات معاهدة فرساي في عام 1919، ويمتد من خلال تصفية العصبة بعد إغلاقها في عام 1946. بشكل عام، احتفظت العصبة بالسجلات فقط كنتيجة لاحقة لوظائفها (أي بدون نية الحفاظ على تاريخها). في وقت مبكر من عام 1919، طورت الأمانة العامة للعصبة سجلاً، كان مسؤولاً عن فتح الملفات وحفظ السجلات المتعلقة بالإدارة وكذلك الأعمال الرسمية للعصبة، لا سيما ما يتجسد في سير عمل المجلس والجمعية واللجان والمؤتمرات. 
في عام 1946، تلقت الأمم المتحدة الوليدة سجلات العصبة ووثائق التسجيل. في ذلك الوقت، لم يتم اعتبارها أرشيفًا بالمعنى الحقيقي للمصطلح، وكان الوصول إليها محدودًا للغاية. لم يكن حتى عام 1956، أثناء إعادة تنظيمهم تحت مكتبة مكتب الأمم المتحدة في جنيف، حيث تم الاعتراف بها رسميًا على أنها منفصلة عن إدارة الأمم المتحدة. ومع ذلك، كان الوصول لا يزال محدودًا للغاية، ولم يُمنح للباحثين إلا وفقًا لنظام "مزايا" صارم للغاية. 
في عام 1965، اقترحت مؤسسة كارنيغي للسلام الدولي تمويل مشروع لفتح مواد الأرشيف للباحثين. بدأ المشروع عام 1966 وانتهى عام 1969.

## البنية
محفوظات عصبة الأمم هي مجموعة تاريخية من محفوظات الأمم المتحدة في جنيف.  وقد تم ترتيبها وفقًا للأقسام الإدارية التي كانت موجودة خلال فترة عصبة الأمم، مثل قسم الانتداب، الذي ركز على إدارة المناطق الواقعة تحت نظام الانتداب كما أنشأته معاهدة فرساي. 

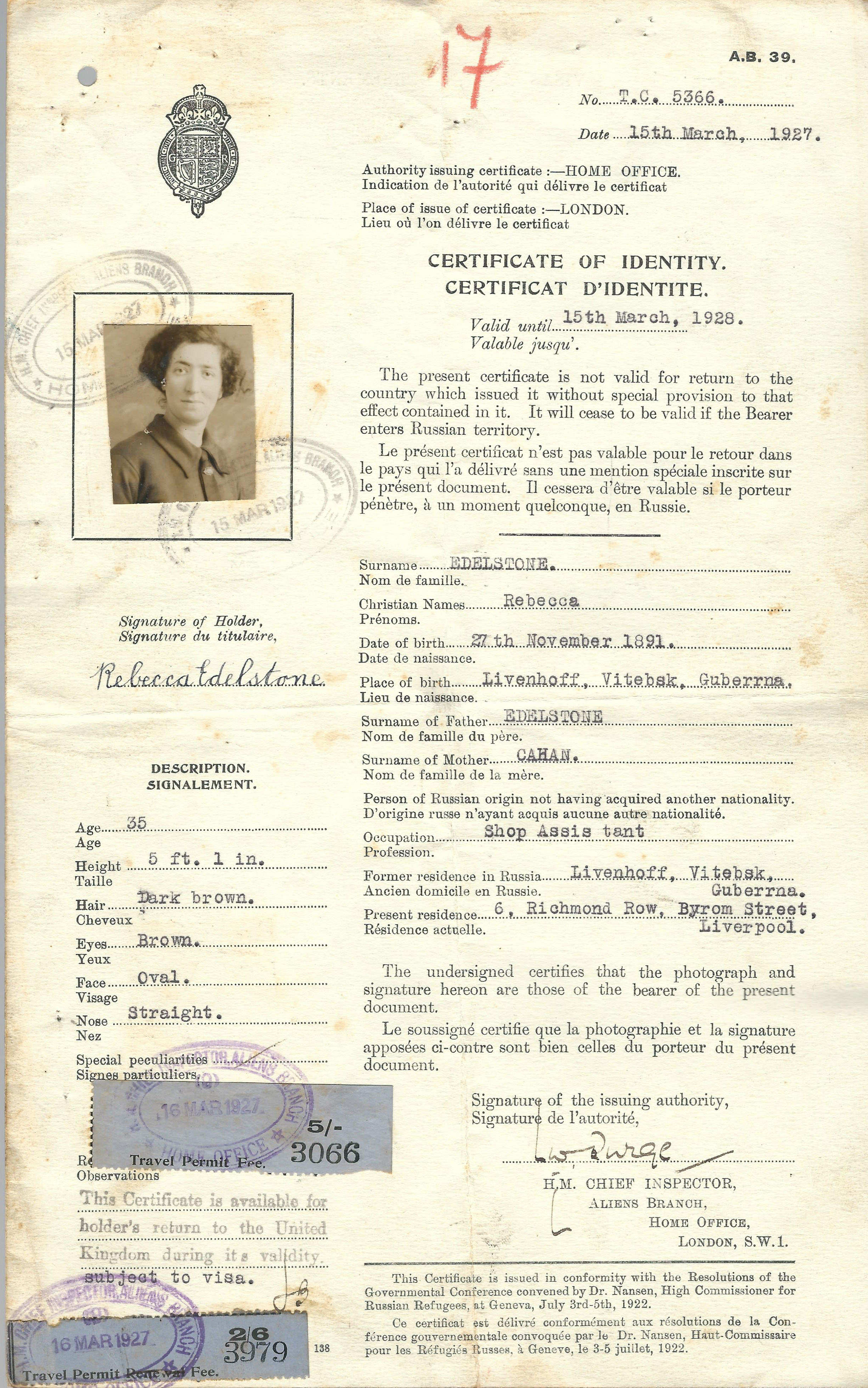
جواز سفر نانسن، تم تسميته على اسم فريتيوف نانسين، الذي اخترعه، بصفته المفوض السامي لشؤون اللاجئين في عصبة الأمم.

تنقسم المحفوظات إلى قسمين رئيسيين: مجموعة أرشيف الأمانة وصناديق التمويل الخارجية. يعتبر نانسين فوندز (المعروف أيضًا باسم "مجموعة الأرشيف المختلط للاجئين") هو القسم الوحيد الذي يعتبر مزيجًا من هذين النوعين. 

### مجموعة أرشيف الأمانة
تشمل مجموعة أرشيف الأمانة العامة المحفوظات التي تم إنتاجها أو استلامها في مقر عصبة الأمم في جنيف. تتكون من الملفات التي أنشأها السجل، أو الملفات التي تم إنشاؤها بواسطة أقسام معينة من العصبة. تُعرف هذه الملفات باسم ملفات السجل وملفات القسم، على التوالي. 

#### السجل
كان السجل هو المركز المركزي للأمانة العامة الذي قام بفهرسة ومعالجة غالبية سجلات عصبة الأمم وفقًا للقواعد الرسمية. تم ترتيب ملفات السجل في ثلاث فترات زمنية مختلفة: 1919-1927، 1928-1932، 1933-1946. 

#### ملفات القسم
تم إنشاء ملفات الأقسام وتطويرها تلقائيًا بواسطة أقسام محددة (على سبيل المثال، قسم الشؤون الاقتصادية والمالية، قسم التفويضات، إلخ). وعليه، ليس لديهم "تاريخ رسمي حقيقي".  نظرًا لفصلها عن السجل، تم تنظيم ملفات الأقسام حسب الأقسام الخاصة بها. لذلك، تميل ملفات القسم إلى أن تكون أقل تنظيماً من ملفات السجل. 

### الصناديق الخارجية
الصناديق الخارجية هي مجموعات أرشيفية من أصل خارجي، مما يعني أنه تم جمعها خارج الأمانة العامة. تم تحديدها والتحكم فيها من قبل المؤسسات المحددة التي أنشأتها. ومن الأمثلة على ذلك لجنة إدارة محمية سار ومحفوظات مكتب الرابطة في برلين. 

### المجموعات
بصرف النظر عن الجزأين الرئيسيين، تحتوي أرشيفات العصبة أيضًا على "مجموعات"، وهي مجموعات من المواد تم تجميعها بشكل مستقل عن إدارة العصبة. تُعرف المجموعة الرئيسية من هذا النوع باسم مجموعة "وثائق" العصبة. 

## المحفوظات المدمرة أو المفقودة
تم تدمير أجزاء من أرشيفات عصبة الأمم في أوقات مختلفة لأسباب مختلفة. على سبيل المثال، لم تكن ملفات الأقسام بالضرورة خاضعة لقواعد السجل، وقد أدى ذلك غالبًا إلى إتلاف الأقسام للسجلات من أجل الراحة الإدارية. في مناسبات أخرى، كان الدمار نتيجة للوضع في زمن الحرب. إن أخطر الخسائر هي خسائر بعض ملفات الأقسام اللاحقة، وأوراق الأمناء العامين الأولين. 
فُقدت العديد من الصناديق الخارجية، وتعرضت للضرر في زمن الحرب و/أو التدمير المنهجي. حتى الآن العدد الدقيق للأرشيفات المفقودة غير معروف. 

## الوصول الرقمي الكامل لمشروع أرشيفات عصبة الأمم (LONTAD)
في عام 2017، أطلقت مكتبة مكتب الأمم المتحدة في جنيف مشروع الوصول الرقمي الكامل لأرشيف عصبة الأمم (LONTAD)، بهدف الحفاظ على أرشيفات عصبة الأمم ورقمنتها وإتاحة الوصول إليها عبر الإنترنت. هدفها الأساسي هو تحديث الوصول إلى الأرشيف للباحثين والمؤسسات التعليمية وعامة الناس. 

## روابط خارجية
- الوصول إلى محفوظات عصبة الأمم
- أرشيفات عصبة الأمم (UN Archives Geneva Platform)
- أفلام عصبة الأمم
- مساعدات العثور على عصبة الأمم (على سبيل المثال ، Répertoire Général)
- أرشيف صور عصبة الأمم
- LONTAD: الوصول الرقمي الكامل إلى دليل أبحاث LON Archives
- التاريخ المعماري للمنظمات الدولية في جنيف
- أدلة أبحاث الأمم المتحدة